# بيل فيدلر
ويليام جون فيدلر (بالإنجليزية: Bill Fiedler)‏ الشهير باسم بيل فيدلر (10 يناير 1910 - سبتمبر 1985) لاعب كرة قدم أمريكي راحل كان يجيد اللعب في خط الوسط.
لعب طوال مسيرته الرياضية في أندية فيلاديلفيا جيرمان أميريكانز وفيلاديلفيا باسون.
شارك مع منتخب الولايات المتحدة في بطولة كأس العالم 1934 في إيطاليا حيث خرج من الدور الثمن النهائي.

## وصلات خارجية
- بيل فيدلر على موقع الاتحاد الدولي (مؤرشف)  (الإنجليزية)
- بيل فيدلر على موقع عالم كرة القدم.نت (الإنجليزية)
- بيل فيدلر على موقع أوليمبيديا (الإنجليزية)
- هذا سيرة ذاتية